# Parambos
Parambos é uma povoação portuguesa sede da Freguesia de Parambos do Município de Carrazeda de Ansiães, freguesia com 11,18 km² de área e 182 habitantes (censo de 2021), tendo, por isso, uma densidade populacional de 16,3 hab./km².

## Demografia
A população registada nos censos foi:
| Distribuição da População por Grupos Etários | Distribuição da População por Grupos Etários | Distribuição da População por Grupos Etários | Distribuição da População por Grupos Etários | Distribuição da População por Grupos Etários |
| -------------------------------------------- | -------------------------------------------- | -------------------------------------------- | -------------------------------------------- | -------------------------------------------- |
| Ano                                          | 0-14 Anos                                    | 15-24 Anos                                   | 25-64 Anos                                   | > 65 Anos                                    |
| 2001                                         | 42                                           | 41                                           | 152                                          | 79                                           |
| 2011                                         | 22                                           | 23                                           | 112                                          | 90                                           |
| 2021                                         | 11                                           | 14                                           | 80                                           | 77                                           |